# Xã Courtenay, Quận Stutsman, Bắc Dakota
Xã Courtenay (tiếng Anh: Courtenay Township) là một xã thuộc quận Stutsman, tiểu bang Bắc Dakota, Hoa Kỳ. Năm 2010, dân số của xã này là 36 người.